# Alsophila lanuginosa
Alsophila lanuginosa là một loài thực vật có mạch trong họ Cyatheaceae. Loài này được (Jungh.) C. Presl mô tả khoa học đầu tiên năm 1851.